# Ronneby Airport
Ronneby Airport, (IATA: RNB, ICAO: ESDF) är en regional- och militär flygplats belägen i Kallinge cirka 8 kilometer norr om Ronneby, Blekinge. Flygplatsområdet delas med Blekinge flygflottilj (F 17), och för att särskilt referera till enbart civilflygsdelen används ofta namnet Ronneby flygstation, i folkmun Kallinge snarare än Ronneby.

## Flygtrafik
SAS flyger till och från Stockholm-Arlanda respektive Stockholm-Bromma. Sedan 2006 finns det under sommaren en förbindelse med Visby på Gotland. 2007–2008 fanns även en förbindelse med Gdansk i Polen. Det förekommer också enstaka charterflygningar från flygplatsen. SAS flyger med Boeing 737 och Bombardier CRJ 900 på sträckan till Arlanda. Ronneby flygplats är den mest trafikerade i sydöstra Sverige.

### Destinationer och flygbolag

#### Reguljära destinationer
| Flygbolag             | Destinationer     |
| --------------------- | ----------------- |
| Scandinavian Airlines | Stockholm-Arlanda |

## Marktransport
- Flygbuss, genom Trossö Taxi som bedriver flygbusstrafik mellan Karlskrona och Ronneby Airport. Flygbussarnas tidtabell är anpassade till samtliga flyg som avgår från och ankommer till flygplatsen.
- Stadsbuss som Blekingetrafiken kör.
- Taxi och flygtaxi (bokas när flygresan bokas).
- Hyrbil finns att tillgå.
- Parkering för egen bil finns (avgiftsbelagd).

## Övrigt
En servering finns i avgångshallen. I alla offentliga utrymmen finns trådlöst internet för egen bärbar dator. Swedavia har en informationsdisk.
På Ronneby flygplats finns även de två flygklubbarna Blekinge och Ronneby flygklubb.
Flygplatschef: Kenny Wallentinsson 

## Statistik
Sökfråga på wikidata efter rådata.